# Ролл Яків Володимирович
Я́ків Володи́мирович Ролл (21 жовтня (2 листопада) 1887, Луганськ — 3 листопада 1961) — український гідробіолог і ботанік, член-кореспондент АН УРСР (з 1939 року), заслужений діяч науки УРСР.

## Життєпис
Яків Володимирович народився 21 жовтня (2 листопада) 1887 року у Луганську. 
Закінчив Харківський університет. 
З 1915 по 1930 роки викладач Харківського інституту сільського господарства і лісівництва (з 1920 року - професор).
З 1934 року працював на Гідробіологічній станції у Києві, перетвореній 1939 року на Інститут гідробіології АН УРСР.
Яків Ролл був його першим директором від 1940 по 1959 рік та одночасно професором Київського лісогосподарського інституту і Київського університету. 
Під час війни у евакуації також тимчасово очолював Інститут зоології АН УРСР.
Помер 3 листопада 1961 року. Похований в Києві на Лук'янівському цвинтарі (ділянка № 17).

## Наукова діяльність
Опублікував понад 80 праць; досліджував флору прісноводних водоростей і фітопланктон річок України. Займався також розробкою методики прогнозу біологічного режиму новостворених водоймищ.